# Margrethe Marie Thomasine Numsen
Margrethe Marie Thomasine Numsen, født Ingenhaef(f) (8. marts 1705 – 8. oktober 1776 på Løvenborg) var gift med general Michael Numsen og Dame de l'union parfaite.
Hun var datter af generalmajor Johan Peter Ingenhaeff og ægtede på sin fødselsdag 1725 Michael Numsen.
Hun spillede også som enke en betydelig rolle i hofkredsene og gik for at have megen indflydelse på højere steder, men omtales i øvrigt ikke altid på bedste måde. 1753 blev hun dekoreret med l'union parfaite. Straks efter Caroline Mathildes fængsling i januar 1772 blev fru Numsen overhofmesterinde for den 4-årige kronprins Frederik, hvis kærlighed hun forstod at vinde (prinsen kaldte hende for "Mutter"), så at de 1 1/2 år, i hvilke hun var knyttet til ham, kom til at stå som lyspunktet i hans barndomstid. I september 1773 fjernedes fru Numsen fra denne stilling, efter sigende fordi hun var indviklet i nogle intriger mod enkedronningen og hendes parti. Hun udnævntes samtidig til dekanesse for Vallø Stift og døde 8. oktober 1776 på Løvenborg.